# Lourdesgrotte im Wienerwald

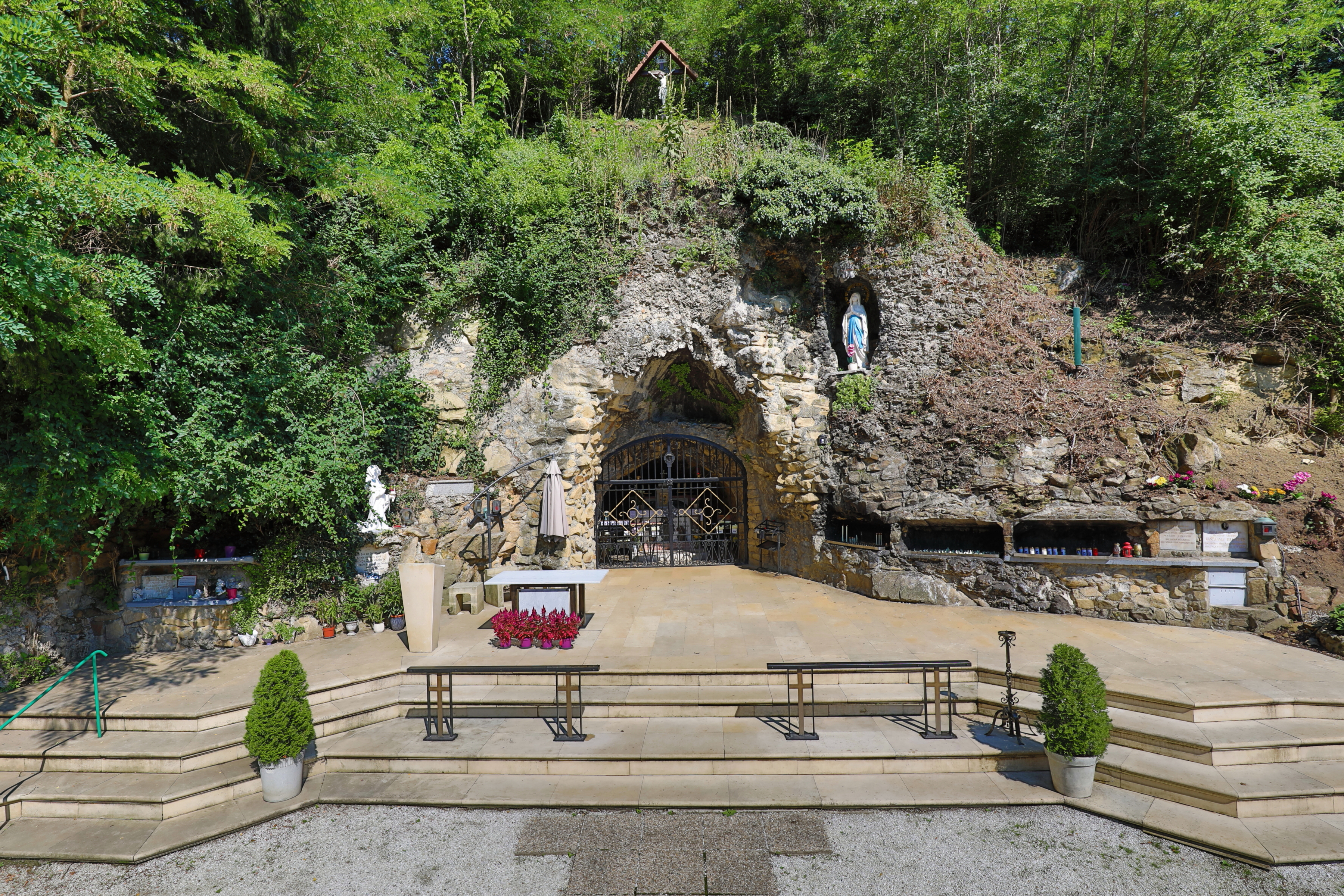
Die Lourdesgrotte im Wienerwald

Die Lourdesgrotte im Wienerwald ist eine Nachbildung der Mariengrotte von Lourdes. Sie befindet sich am westlichen Ortsrand des niederösterreichischen Wallfahrtsortes Maria Gugging und ist mit jährlich rund 80.000 Pilgern und Besuchern die größte Wallfahrtsstätte der Erzdiözese Wien.

## Geschichte
Die Lourdesgrotte wurde in den Jahren 1923 bis 1925 auf Anregung von Pater Kaspar Hutter C.Ss.R (1881–1957), dem ersten Kirchendirektor und Wallfahrtsseelsorger der Österreichischen Portiunkulakirche, von Baumeister Franz Frieberger errichtet. Als Baugelände diente ein aufgelassener Steinbruch, den Frau Maria Pflaum (1875–1939) stiftete. Die Einweihung, an der über 40.000 Menschen teilgenommen haben sollen, wurde am 10. Mai 1925 durch Prälat Ignaz Seipel vorgenommen.

## Beschreibung

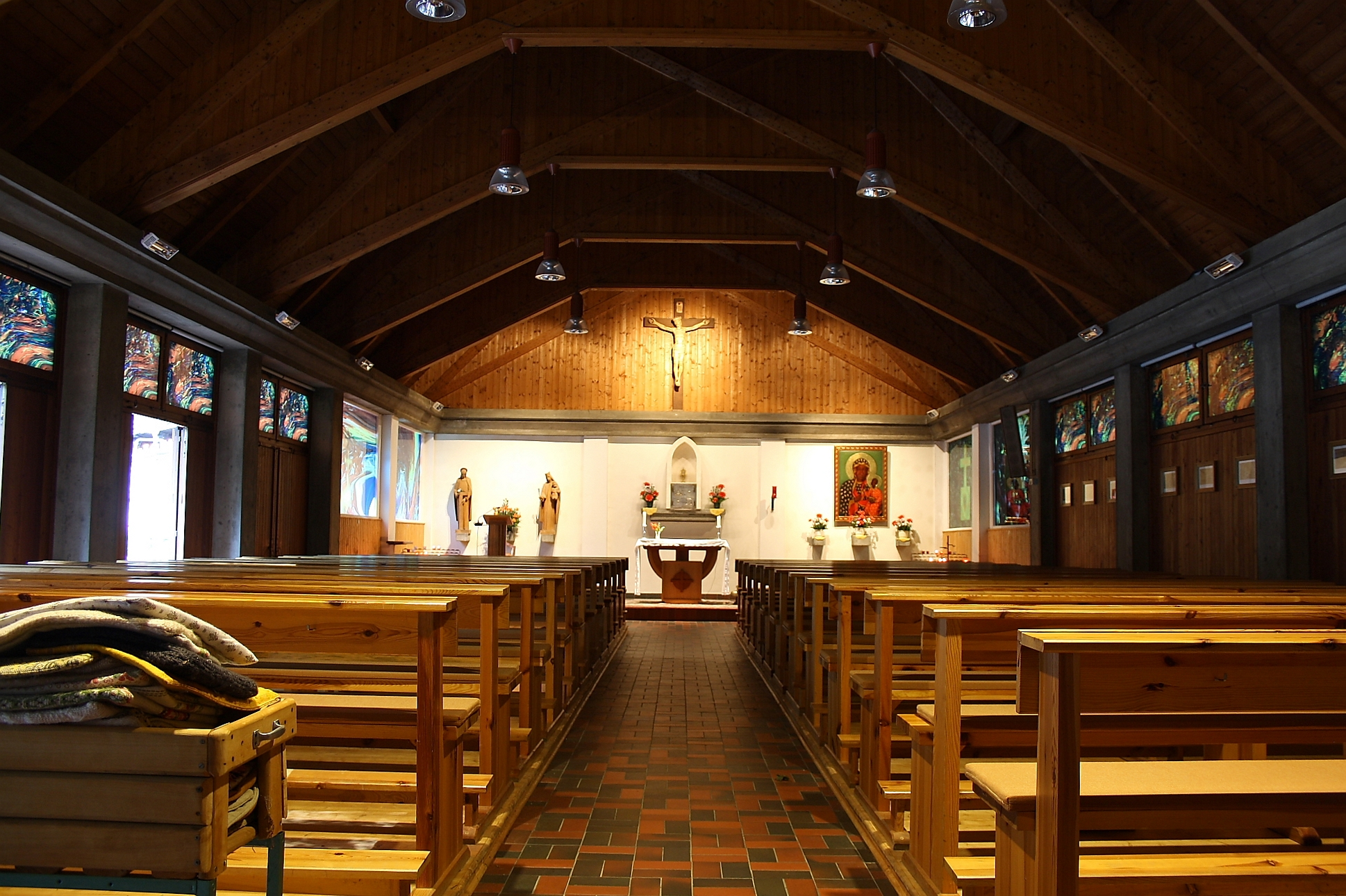
Innenansicht der 1968/69 errichteten Kapelle

Die Wallfahrtsstätte befindet sich rund 1,5 km westlich von der Pfarr- und Wallfahrtskirche Maria Gugging an der Klosterneuburger Straße (B14). Bei der Hauptstraße befindet sich eine Herz-Jesu-Statue. Von dort führt ein Kreuzweg mit 15 Tabernakelpfeilern mit Rosenkranzreliefs, die 1936 von der Kunstanstalt Bartolotti geschaffen wurden, an einer Christophorus-Statue vorbei zur Grotte.
Die Marmorstatue der hl. Maria Immaculata in der Felsennische und die der Bernadette Soubirous sowie das schmiedeeiserne Abschlussgitter der Grotte sind getreue Nachbildungen der Originale von der Lourdesgrotte in der südwestfranzösischen Stadt Lourdes.
Von 1925 bis 1927 wurde südostseitig ein Ständerbautrakt mit einem Glockenreiter und einem Devotionalienladen errichtet. Der schlichte Sakralbau ostseitig entstand 1968/69. Ausgestattet ist die Kapelle, die 1973 vom Wiener Weihbischof und Dompropst Karl Moser (1914–1991) benediziert wurde, mit einem Holzkreuz von Othmar Lux.